# A cserecsapat
Az A cserecsapat (eredeti címe: The Replacements) egy 2000-es amerikai sportvígjáték, amelyet Howard Deutch rendezett. A produkció főszerepében Keanu Reeves, Gene Hackman és Orlando Jones. A történetet az 1982-es sztrájk ihlette, ami alatt a Washington Redskins cserejátékosai három játékot nyertek meg a csapat eredeti játékosai nélkül.
A film premierjét 2000. augusztus 7-én mutatták be az Egyesült Államokban. Magyarországon videokazettán volt elérhető 2001. június 7-től.

## Cselekmény
Egy profi futball liga játékosai négy mérkőzéssel a szezon vége előtt sztrájkba lépnek. A Washington Sentinels tulajdonosa, Edward O'Neil felhívja a korábbi edzőt Jimmy McGinty-t, akit megbíz cserejátékosok toborzásával. A Sentinelsnek három meccset kell nyernie, hogy bejusson a mezőnyre. McGinty különböző tehetségű játékosokat gyűjt össze, akikről úgy véli, hogy egy győztes, ha nem is szórakoztató csapatot alkothatnak.
Az irányítói posztra McGinty Shane Falcót választja, az Ohio State egykori All-America játékosát, akinek karrierje egy egyoldalú Sugar Bowl-vereség után darabokra hullott. A sztrájkoló játékosok az első edzésen ellenségesen fogadják a cserejátékosokat. Annabelle Farrell vezető pompomlány, akinek a focistákhoz hasonlóan új pompomlányokat kell találnia, sztriptíztáncosnőket bérel fel, amikor a többi meghallgatás borzalmasan rosszul sikerül. Az edzés után hazaviszi Falcót, és meglepi őt hatalmas futballtudásával.
A cserejátékosok első meccsét Detroit ellen játsszák, és nehezen boldogulnak. Falco megpróbálja összeszedni őket, de az utolsó játékban megbicsaklik, amikor látja, hogy egy blitz várható, és egy audible-t hív, ami elmarad a győztes touchdowntól. McGinty szidja Falcót, és azt mondja neki, hogy "a győztesek mindig a labdát akarják, amikor a meccs a tét". Egy helyi bárban a cserejátékosok a vereségükön merengenek, amikor megérkezik néhány sztrájkoló játékosuk, élükön a primadonna irányítóval, Eddie Martellel, és kigúnyolják őket. Falco szembeszáll Martellel, verekedés alakul ki, és a cserejátékosokat letartóztatják, de a börtönben végre összekovácsolódnak. Annabelle másnap találkozik Falcóval, és elmondja neki, hogy hosszú idő óta ő az első olyan irányító, aki többet törődik a csapattársaival, mint saját magával.
A következő edzésen McGinty arra inspirálja a csapatot, hogy a közös félelmüket erőforrásként használják fel. A Sentinels következő meccsén, a San Diego ellen ismét hátrányba kerülnek, de képesek összefogni, és a walesi rúgó, Nigel 65 yardos mezőnygóljával 17-16-ra megnyerni a meccset. Falco ezután közelebb kerül Annabelle-hez. A harmadik meccsüket megnyerik Phoenix ellen, amikor O'Neil az irányító cseréjét kéri McGinty-től. Falco búcsút vesz csapattársaitól, és csalódottságában lemondja a következő randit Annabelle-lel.
Eddie Martel irányítóként lép be a Sentinelshez Dallas ellen, de önző és önfejű játékával az első félidőben hátrányba hozza csapatát. McGinty a tévéinterjúban hívja vissza Falcót, a csapat pedig kizárja Martelt a játékból. Falco bocsánatot kér Annabelle-től, és hátrányukat behozva 20-17-re megnyerik a selejtezőt.

## Szereplők
| Szerep                     | Színész              | Magyar hangja         |
| -------------------------- | -------------------- | --------------------- |
| Shane Falco                | Keanu Reeves         | László Zsolt          |
| Jimmy McGinty              | Gene Hackman         | Kertész Péter         |
| Annabelle Farrell          | Brooke Langton       | Létay Dóra            |
| Clifford Franklin          | Orlando Jones        | Csík Csaba Krisztián  |
| Jamal Jackson              | Faizon Love          | Kárpáti Levente       |
| Andre Jackson              | Michael Taliferro    | Kapácsy Miklós        |
| Jumbo                      | Ace Yonamine         | Szűcs Sándor          |
| Walter Cochran             | Troy Winbush         | Pálmai Szabolcs       |
| Brian Murphy               | David Denman         | nem beszél            |
| Daniel Bateman             | Jon Favreau          | Bede-Fazekas Szabolcs |
| Earl Wilkinson / Ray Smith | Michael Jace         | Welker Gábor          |
| Nigel "The Leg" Gruff      | Rhys Ifans           | Juhász György         |
| Pilachowski                | Gailard Sartain      | Orosz István          |
| Banes                      | Art LaFleur          | Lázár Sándor          |
| Eddie Martel               | Brett Cullen         | Megyeri János         |
| Wilson Carr                | Archie L. Harris Jr. | n.a                   |
| Malcolm La Mont            | Evan Parke           | Vári Attila           |
| Önmaga                     | John Madden          | Uri István            |
| Önmaga                     | Pat Summerall        | Kardos Gábor          |
| Edward O'Neil              | Jack Warden          | Makay Sándor          |
| a San Diego edzője         | Mark Robert Ellis    | F. Nagy Zoltán        |

További magyar hangok: Bolla Róbert, Breyer Zoltán, Seder Gábor

## Fogadtatás
A film többnyire kedvezőtlen kritikát kapott. A Rotten Tomatoeson 41%-os minősítést ért el 108 értékelés alapján, az összefoglaló szerint: „A közhelyes karakterek és a nyilvánvaló végkifejlet miatt minden móka és izgalom a semmibe vész.” Elvis Mitchell a New York Timestól azt írta: „Ez az elhanyagolható komédia akár egy labdaadogatás is lehetne, hogy a közönség tagjai a színészekkel együtt tudják szavalni a szöveget.” Steven Rosen a Denver Posttól azt írta: „A cserecsapat jó lehetne, ha csak a vígjáték műfajában maradna. Sajnos nem így történt.” Joe Leydon a Varietytől azt írta: „Egy őszintén sablonos, de kellemesen vicces komédia.”
A MetaCritic 30 pontot adott a 100-ból 32 vélemény alapján. A Box Office Mojo szerint a film nem volt nyereséges. A költségvetést 50 millió dollár tette ki, amit éppen csak elért a bevétel.